# Landkreis Hersfeld-Rotenburg
Der Landkreis Hersfeld-Rotenburg ist eine Gebietskörperschaft mit 118.010 Einwohnern (31. Dezember 2023) im Regierungsbezirk Kassel. Der Landkreis hat Flächenanteile in Nordhessen (Altkreis Rotenburg) und Osthessen (Altkreis Hersfeld).
Im touristischen Bereich wurde für den Landkreis der Name Waldhessen erdacht.

## Geographie

### Lage
Das Kreisgebiet umfasst im Wesentlichen das mittlere Fuldatal. Westlich davon steigen die Höhen des Knüllgebirges (gelegentlich Knüll genannt) mit dem Naturpark Knüll an, östlich die Höhen des Werra-Fulda-Berglandes mit dem Seulingswald. Höchste Erhebung des Kreises ist der Eisenberg (635,5 m ü. NHN) im Hochknüll.
Im Süden liegen die Nordausläufer der Rhön. Der von der Werra tangierte Osten des Kreisgebietes um Heringen (Werra) gehört zum Werra-Kalirevier.

### Nachbarkreise
Der Landkreis grenzt, im Nordosten beginnend im Uhrzeigersinn, an die Landkreise Werra-Meißner-Kreis (in Hessen), Wartburgkreis (in Thüringen), Fulda, Vogelsbergkreis und Schwalm-Eder-Kreis (alle drei in Hessen).

### Flächenaufteilung
Nach Daten des Statistischen Landesamtes, Stand 2023.

## Geschichte
Das heutige Kreisgebiet gehörte schon sehr früh zur Landgrafschaft Hessen, dem späteren Kurfürstentum Hessen. Die Region um Rotenburg gehörte seit dem 13. Jahrhundert zu Hessen, und das geistliche Fürstentum Hersfeld folgte im Laufe des 16. Jahrhunderts. Hier wurden Anfang des 19. Jahrhunderts die beiden Ämter Hersfeld (innerhalb der Provinz Fulda) und Rotenburg (innerhalb der Provinz Niederhessen) gebildet. Aus den Ämtern wurden im Jahre 1821 Kreise gebildet. 
Im Rahmen der Gebietsreform in Hessen entstand am 1. August 1972 der neue Landkreis Hersfeld-Rotenburg. Er wurde gebildet aus 
- dem Landkreis Hersfeld
- dem Landkreis Rotenburg bis auf die Stadt Sontra, die zum Landkreis Eschwege kam, und die Gemeinde Rengshausen, die dem Landkreis Fritzlar-Homberg zugeordnet wurde
- den Gemeinden Bodes, Erdmannrode, Fischbach, Haunetal und Unterstoppel aus dem Landkreis Hünfeld
- der Gemeinde Heinebach aus dem Landkreis Melsungen und
- der Gemeinde Breitenbach am Herzberg aus dem Landkreis Ziegenhain.[3]

Gleichzeitig mit der Gründung des Landkreises wurde durch eine Reihe von Gemeindefusionen die bis heute bestehende Verwaltungsgliederung geschaffen.

## Einwohnerentwicklung

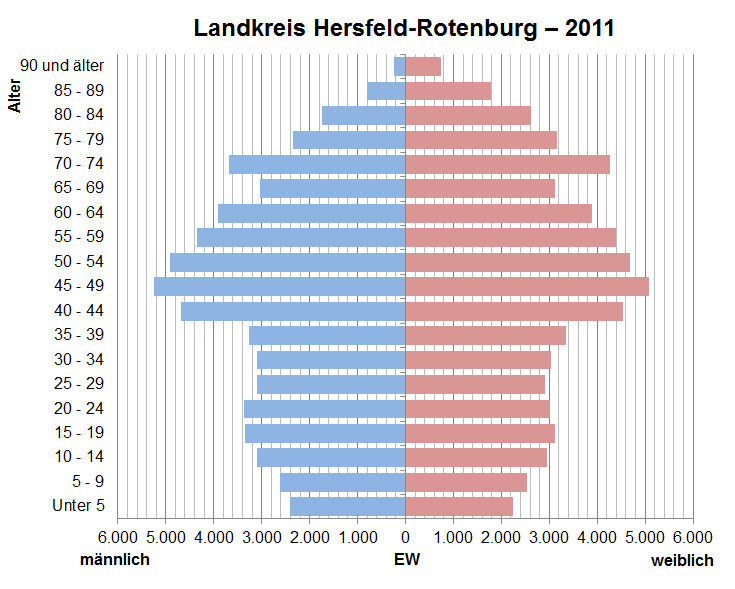
Bevölkerungspyramide für den Landkreis Hersfeld-Rotenburg (Datenquelle: Zensus 2011)

| Jahr | Einwohner | Quelle |
| ---- | --------- | ------ |
| 1975 | 131.400   | [ 7 ]  |
| 1980 | 127.700   | [ 8 ]  |
| 1990 | 129.200   | [ 8 ]  |
| 2000 | 130.654   | [ 9 ]  |
| 2010 | 122.449   | [ 10 ] |
| 2015 | 119.216   | [ 11 ] |
| 2018 | 120.949   | [ 12 ] |

## Politik

### Kreistag
Die Kommunalwahl am 14. März 2021 lieferte folgendes Ergebnis, in Vergleich gesetzt zu früheren Kommunalwahlen:
| Diagrammdarstellung von Wahlergebnis und Sitzverteilung | Diagrammdarstellung von Wahlergebnis und Sitzverteilung                                                                           |
| --- | --- |
| Wahl des Hersfeld-Rotenburger Kreistags 2021 %403020100 37,225,89,28,36,45,55,02,20,5 SPDCDUGrüneAfDUBL/B-HeFDPFWLinkePARTEIGewinne und Verlusteim Vergleich zu 2016 %p 8 6 4 2 0 −2 −4 −6+0,3−4,2+3,3−4,1+6,4+0,4−1,9−0,6+0,5SPDCDUGrüneAfDUBL/B-HFDPFWLinkePARTEIAnmerkungen:e UBL/Bürger-Herz | Sitzverteilung im Kreistag 2021Insgesamt 61 Sitze - Linke: 1 - SPD: 23 - Grüne: 6 - UBL-BH: 4 - FW: 3 - CDU: 16 - FDP: 3 - AfD: 5 |

| Wahlvorschläge             | Wahlvorschläge                                                 | % 2016 | Sitze 2016 | % 2011 | Sitze 2011 | % 2006 | Sitze 2006 | % 2001 | Sitze 2001 |
| -------------------------- | -------------------------------------------------------------- | ------ | ---------- | ------ | ---------- | ------ | ---------- | ------ | ---------- |
| SPD                        | Sozialdemokratische Partei Deutschlands                        | 36,9   | 22         | 42,9   | 26         | 48,1   | 29         | 50,7   | 31         |
| CDU                        | Christlich Demokratische Union Deutschlands                    | 30,0   | 18         | 34,1   | 21         | 37,2   | 23         | 35,4   | 21         |
| AfD                        | Alternative für Deutschland                                    | 12,4   | 08         | —      | —          | —      | —          | —      | —          |
| FWG Freie Wähler           | Freie Wählergemeinschaft FREIE WÄHLER Hersfeld-Rotenburg e. V. | 06,9   | 04         | 05,8   | 04         | 04,5   | 03         | 04,4   | 03         |
| Grüne                      | Bündnis 90/Die Grünen                                          | 05,9   | 04         | 10,2   | 06         | 02,9   | 02         | 04,0   | 02         |
| FDP                        | Freie Demokratische Partei                                     | 05,1   | 03         | 03,6   | 02         | 03,0   | 02         | 02,8   | 02         |
| Linke                      | Die Linke                                                      | 02,8   | 02         | 02,5   | 01         | 01,9   | 01         | —      | —          |
| FL                         | Freie Liste                                                    | —      | —          | 00,9   | 01         | —      | —          | —      | —          |
| Unabhängige                | Unabhängige Wahlalternative Hersfeld-Rotenburg                 | —      | —          | —      | —          | 01,4   | 01         | —      | —          |
| REP                        | Die Republikaner                                               | —      | —          | —      | —          | —      | —          | 02,8   | 02         |
| Gesamt                     | Gesamt                                                         | 100,0  | 61         | 100,0  | 61         | 100,0  | 61         | 100,0  | 61         |
| Wahlbeteiligung in Prozent | Wahlbeteiligung in Prozent                                     | 53,9   | 53,9       | 52,0   | 52,0       | 54,2   | 54,2       | 61,1   | 61,1       |

Bereits kurz nach der Wahl 2016 traten die beiden AfD-Abgeordneten Bernd Ebhardt und Axel von Baumbach von ihren Mandaten zurück. Von von Baumbach tauchten Informationen und Fotos auf, die zeigten, wie er von einem selbst erklärten Reichsbürger-Führer zum „Innenminister des Deutschen Reichs“ und damit zum Teil der „kommissarischen Reichsregierung“ ernannt wurde. Bernd Eberhardt trat von seinem Mandat zurück, weil in seinem Facebook-Profil, das stark von „Verweisen auf rechtsextreme und antisemitische Internetveröffentlichungen“ und „braunen Verschwörungstheorien“ geprägt war, zur Erhängung von Angela Merkel aufgerufen hatte und sich mit einer verurteilten Holocaustleugnerin solidarisch erklärt hatte. Es rückten andere Kandidaten nach, sodass die AfD-Fraktion im Kreistag weiter aus acht Personen besteht.

### Landrat und Kreisausschuss

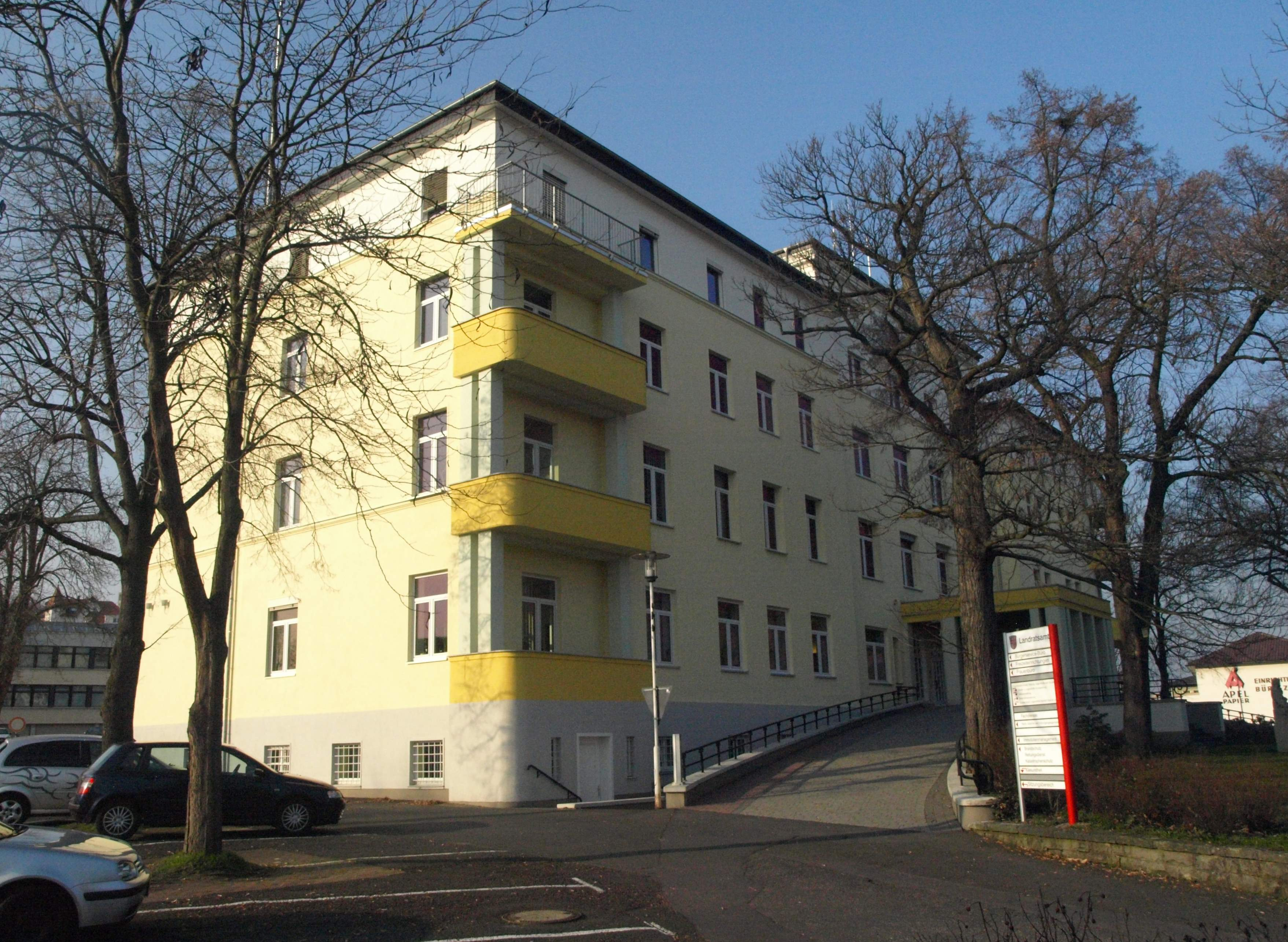
Das Landratsamt in Bad Hersfeld

Nach der hessischen Kommunalverfassung wird der Landrat für eine sechsjährige Amtszeit gewählt, seit 1993 in einer Direktwahl, und ist Vorsitzender des Kreisausschusses, dem im Landkreis Hersfeld-Rotenburg neben dem Landrat der hauptamtliche Erste Kreisbeigeordnete sowie 13 weitere ehrenamtliche Kreisbeigeordnete angehören. Landrat ist seit 1. September 2021 Torsten Warnecke (SPD), der sich am 14. März 2021 im ersten Wahlgang mit 61,9 Prozent der Stimmen gegen den Amtsinhaber Michael Koch (CDU) durchsetzte.
Liste der früheren Landräte
- 2015 bis 2021: Michael Koch
- 2003 bis 2015: Karl-Ernst Schmidt
- 1997 bis 2003: Roland Hühn
- 1991 bis 1997: Alfred Holzhauer
- 1976 bis 1991: Norbert Kern
- 1972 bis 1976: Otto Ulrich Bährens

Liste der Ersten Kreisbeigeordneten
- 2022 bis 2027: Dirk Noll[27]
- 2010 bis 2021: Elke Künholz
- 1997 bis 2009: Christa Bittner
- 1992 bis 1997: Roland Hühn, war anschließend Landrat
- 1983 bis 1991: Alfred Holzhauer, war anschließend Landrat
- 1976 bis 1983: Günter Simon
- 1974 bis 1976: Norbert Kern, war anschließend Landrat

### Hoheitszeichen

Flaggen
Hissflagge
Bannerflagge

Der Landkreis Hersfeld-Rotenburg führt ein Dienstsiegel, ein Wappen sowie eine Hiss- und eine Bannerflagge.
| Wappen des Landkreises Hersfeld-Rotenburg | Blasonierung: „Gespalten von Silber und Rot, vorne ein facettiertes Doppeltatzenkreuz, hinten ein waagerechter silberner Ast, aus dem ein Zweig mit drei silbernen Lindenblättern emporwächst“ |
| Wappen des Landkreises Hersfeld-Rotenburg | Wappenbegründung: Das facettiertes Doppeltatzenkreuz ist das rote Hersfelder Doppelkreuz, das Zeichen des alten Stiftes Hersfeld, der Lindenast das Wappen der Stadt Rotenburg an der Fulda. Die Symbole versinnbildlichen die beiden ehemaligen Kreisstädte. Auch die früheren Kreiswappen trugen bereits diese Symbole. Das Wappen wurde am 29. März 1976 genehmigt. |

## Wirtschaft und Verkehr

### Wirtschaft
Im Zukunftsatlas 2016 belegte der Landkreis Hersfeld-Rotenburg Platz 211 von 402 Landkreisen, Kommunalverbänden und kreisfreien Städten in Deutschland und zählt damit zu den Regionen mit „ausgeglichenem Chancen-Risiko-Mix“ für die Zukunft.

### Eisenbahn
Bad Hersfeld und Bebra sind Fernbahnhöfe, die vom Intercity sowie teilweise Intercity-Express bedient werden.
In Bebra schneiden sich Mitte-Deutschland-Verbindung Ruhrgebiet–Kassel–Erfurt–Chemnitz/Leipzig und die alte Nord-Süd-Strecke Hannover–Frankfurt/Würzburg.
Die Schnellfahrstrecke Hannover–Würzburg führt ohne Halt durch das Kreisgebiet. Anschlusskurven nach Bebra oder Bad Hersfeld als Verbindung Richtung Erfurt sind langfristig geplant.

### Straße
Durch das Kreisgebiet führen die Bundesautobahnen 7 (Würzburg–Kassel), 5 (Frankfurt–Hattenbacher Dreieck (Ende der A 5)) und 4 (Kirchheimer Dreieck–Erfurt). Ferner erschließen mehrere Bundes-, Landes- und Kreisstraßen das Kreisgebiet, darunter die B 27, die B 62 und die B 83.

## Gemeinden
(Einwohnerzahlen vom 31. Dezember 2023)
| Städte 1. Bad Hersfeld (30.857) 2. Bebra (13.053) 3. Heringen (Werra) (6.748) 4. Rotenburg a. d. Fulda (12.933) Marktgemeinden 1. Haunetal (2.791) 2. Niederaula (5.189) 3. Philippsthal (Werra) (3.958) | Weitere Gemeinden 1. Alheim (4.813) 2. Breitenbach a. Herzberg (1.683) 3. Cornberg (1.282) 4. Friedewald (2.661) 5. Hauneck (3.106) 6. Hohenroda (3.029) 7. Kirchheim (3.672) 8. Ludwigsau (5.434) 9. Nentershausen (2.406) 10. Neuenstein (3.039) 11. Ronshausen (2.309) 12. Schenklengsfeld (4.250) 13. Wildeck (4.797) |  |

## Patenschaft

Waldhessen als Marke

1954 wurde die Patenschaft für die vertriebenen Sudetendeutschen aus dem Landkreis Mährisch Schönberg übernommen.

## Kfz-Kennzeichen
Am 1. August 1972 wurde dem Landkreis das seit dem 1. Juli 1956 für den Landkreis Hersfeld gültige Unterscheidungszeichen HEF zugewiesen. Es wird durchgängig bis heute ausgegeben. 
Eine Zeitlang erhielten Fahrzeuge aus dem Altkreis Rotenburg Kennzeichen mit den Buchstabenpaaren PA bis ZZ und den Zahlen von 1 bis 99, später auch 100 bis 999. 
Seit dem 1. August 2013 ist aufgrund der Kennzeichenliberalisierung zudem das Unterscheidungszeichen ROF (Rotenburg an der Fulda) erhältlich.

## Sport
2021 bewarb sich der Landkreis als Beherbergungsstadt für die Gestaltung eines viertägigen Programms für eine internationale Delegation der Special Olympics World Summer Games 2023 in Berlin. 2022 wurde er als Gastgeber für Special Olympics Kirgisistan ausgewählt. Damit wurde er Teil des größten kommunalen Inklusionsprojekts in der Geschichte der Bundesrepublik mit mehr als 200 Beherbergungsstädten.